# Bulud Qarachorlu
Bulud Qarachorlu (Maragha, 1926 - Téhéran, 10 avril 1979) est un poète iranien. Il écrit en azéri.